# Ismāʿīl Haniyeh
Ismāʿīl Haniyeh, riportato anche come Ismail Haniya (in arabo إسماعيل هنية‎?; Al-Shati, 29 gennaio 1963 – Teheran, 31 luglio 2024), è stato un politico palestinese.
Membro di spicco di Hamas, del quale fu capo dell'ufficio politico dal 2017 al 2024, nonché primo ministro dell'Autorità Nazionale Palestinese dal 2006 al 2007 (pur mantenendo nominalmente la carica fino al 2014) e capo dell'amministrazione della Striscia di Gaza dal 2014 al 2017. Dal 2019 fino alla sua morte visse e operò a Doha, in Qatar.
A causa del suo ruolo nella pianificazione dell'attacco terroristico del 7 ottobre 2023, nei massacri di civili svoltesi in tale occasione e nella presa di ostaggi (e nei crimini da essi subiti a Gaza come stupri e violenze sessuali), nel maggio 2024 il procuratore capo della Corte penale internazionale (CPI) chiese il suo arresto assieme agli altri capi di Hamas Mohammed Deif e Yahya Sinwar per crimini di guerra e crimini contro l'umanità.
Il 31 luglio 2024 Haniyeh venne ucciso a Tehran da un attacco missilistico israeliano.

## Biografia
Ismāʿīl Haniyeh nacque il 29 gennaio 1963 nel campo profughi Al-Shati di Gaza durante l'occupazione egiziana della Striscia, dove i genitori si rifugiarono in seguito all'esodo palestinese del 1948. Dopo aver studiato nelle scuole gestite dall'Agenzia delle Nazioni Unite per il soccorso e l'occupazione dei profughi palestinesi nel vicino oriente (UNRWA) si laureò presso l'Università islamica di Gaza in lingua e letteratura araba. Si sposò ed ebbe tredici figli.
All'interno del movimento politico di Hamas fu il braccio destro del fondatore del movimento, Ahmed Yassin. Conobbe le carceri israeliane per essere stato arrestato durante le rivolte del 1987 e del 1988 della prima intifada e quindi nuovamente arrestato nel dicembre del 1992 e deportato assieme ad altri 451 componenti di Hamas e della Jihād islamica nel Sud del Libano, tornando poi a Gaza solo a fine 1993, diventando poi preside nell'Università islamica di Gaza.
Condivise col suo partito la forte avversione contro Israele in quanto accusante, assieme agli Stati Uniti e numerosi altri Paesi, l'organizzazione di Hamas di terrorismo. Ancora nel corso del 2006 il vice-primo ministro e ministro degli affari strategici israeliano Avigdor Lieberman esortò a liquidare fisicamente Haniyeh qualora il soldato israeliano Gilad Shalit, catturato da palestinesi, non fosse stato rilasciato o, peggio, se fosse stato ucciso.
Nel novembre 2006, dopo mesi di aspre polemiche dovute alle posizioni del governo circa Israele, Haniyeh decise di dimettersi in seguito a colloqui tra il presidente dell'Autorità Nazionale Palestinese Mahmūd Abbās e Hamas, favorendo così la nascita di un governo di unità nazionale avendo come candidato più probabile alla successione l'ex rettore dell'Università islamica di Gaza, Mohammed Shbair. Nei primi giorni del mese seguente gli accordi tra Hamas e Abū Māzen saltarono e pertanto Haniyeh non si dimise. Inoltre durante una visita al presidente iraniano Mahmud Ahmadinejad ebbe modo di rivedere le proprie posizioni sullo Stato di Israele dichiarando che non potrà mai essere riconosciuto da Hamas.
Il 15 febbraio 2007, in seguito ad accordi con Abū Māzen, si dimise ricevendo l'incarico di costituire un governo di unità nazionale, grazie all'intermediazione alla Mecca del re dell'Arabia Saudita ʿAbd Allāh. Il 18 marzo seguente prestò giuramento alla cerimonia di insediamento del nuovo esecutivo di unità nazionale. Nonostante ciò le tensioni tra le due anime del governo divennero sempre più insanabili fino a portare a una situazione di guerra civile a inizio giugno, culminata con la presa della striscia di Gaza da parte di Hamas. Come contromisura, il 14 giugno Abū Māzen considerò decaduto il governo e affidò il giorno seguente l'incarico di formarne uno nuovo a Salam Fayyad, esponente del partito centrista La Terza Via.

### Presidente dell'ufficio politico
Il 6 maggio 2017 fu eletto presidente dell'ufficio politico di Hamas al posto di Khaled Mesh'al; nel 2019 lasciò Gaza e fuggì in Qatar, dove ottenne asilo politico.
Nel maggio 2024 la Corte Penale Internazionale (CPI) chiese il suo arresto assieme agli altri capi di Hamas Yahya Sinwar e Mohammed Deif, con l'accusa di sterminio, presa di ostaggi, stupri e altre forme di violenza sessuale.

### Morte
Il 31 luglio 2024, i media statali iraniani riportarono l'avvenuto assassinio di Haniyeh a Teheran, dove si trovava per partecipare alla cerimonia d'insediamento del nuovo presidente eletto Masoud Pezeshkian. Poche ore dopo la sua morte, Hamas dichiarò che Haniyeh è stato ucciso da un "attacco aereo sionista" sulla sua residenza, insieme a una delle sue guardie del corpo. Tuttavia, qualche giorno dopo, il New York Times affermò che Haniyeh venne in realtà ucciso da una bomba piazzata due mesi prima nella camera dell'edificio dove era ospitato e fatta detonare da remoto dopo aver avuto la conferma della sua presenza all'interno. Il Corpo delle guardie della rivoluzione islamica dell'Iran affermò invece che Haniyeh fu ucciso da "un proiettile a corto raggio che trasportava circa 7 kg di materiali esplosivi" lanciato dall'esterno dell'edificio in cui alloggiava. Al momento della sua morte, stava conducendo i negoziati con Israele in merito a un cessate il fuoco. Il 23 dicembre 2024, Israele ammise di essere dietro all'assassinio di Ismail Haniyeh.